# Temporada da NFL de 1940
A Temporada de 1940 da NFL foi a 21ª temporada regular da National Football League, que terminou com a vitória do Chicago Bears, sobre o Washington Redskins, por 73-0 em 8 de Dezembro de 1939, com um total de 36,034 espectadores no Griffith Stadium em Washington D.C, pelo championship game da NFL. Esta partida ainda é uma das vitórias mais unilaterais da história da NFL. 
Neste ano, a franquia do Pittsburgh Pirates, foi renomeada a Steelers.  
Por sua vez, o Draft para aquela temporada foi realizado em 9 de dezembro de 1939 no Schroeder Hotel, em Milwaukee, Wisconsin. E, com a primeira escolha, o Chicago Cardinals selecionou o fullback George Cafego da Universidade do Tennesse.

## Classificação Final
Assim ficou a classificação da final da National Football League em 1940.
P = Nº de Partidas, V = Vitórias, D = Derrotas, E = Empates, PCT = Porcentagem de vitória, DIV = Recorde de partidas da própria divisão, PF = Pontos a favor, PA = Pontos contra.
| Eastern Division    |   |    |   |      |       |     |     |
| Time                | V | D  | E | PCT  | DIV   | PF  | PC  |
| Washington Redskins | 9 | 2  | 0 | .818 | 6-2   | 245 | 142 |
| Brooklyn Dodgers    | 8 | 3  | 0 | .727 | 6-2   | 186 | 120 |
| New York Giants     | 6 | 4  | 1 | .600 | 5-2-1 | 131 | 133 |
| Pittsburgh Steelers | 2 | 7  | 2 | .222 | 1-6-1 | 60  | 178 |
| Philadelphia Eagles | 1 | 10 | 0 | .091 | 1-7   | 111 | 211 |

| Western Division  |   |   |   |      |       |     |     |
| Time              | V | D | E | PCT  | DIV   | PF  | PC  |
| Chicago Bears     | 8 | 3 | 0 | .727 | 6-2   | 238 | 152 |
| Green Bay Packers | 6 | 4 | 1 | .600 | 4-3-1 | 238 | 155 |
| Detroit Lions     | 5 | 5 | 1 | .500 | 4-3-1 | 138 | 153 |
| Cleveland Rams    | 4 | 6 | 1 | .400 | 2-5-1 | 171 | 191 |
| Chicago Cardinals | 2 | 7 | 2 | .222 | 2-5-1 | 139 | 223 |

## NFL Championship Game
O NFL Championship Game (jogo do título), foi vencido Chicago Bears sobre o Washington Redskins, por 73-0 em 8 de Dezembro de 1939, com um total de 36,034 espectadores no Griffith Stadium em Washington D.C.

## Líderes em estatísticas da Liga
| Estatística | Nome          | Time                | Jardas |
| ----------- | ------------- | ------------------- | ------ |
| Passe       | Sammy Baugh   | Washington Redskins | 1367   |
| Corrida     | Whizzer White | Detroit Lions       | 514    |
| Recebendo   | Don Looney    | Philadelphia Eagles | 707    |

## Prêmios
O Joe F. Carr Trophy, na época, nomeação do prêmio destinado ao jogador mais valioso (Most Valuable Player - MVP), foi entregue a Ace Parker, Halfback do Brooklyn Dodgers.

## Troca de Treinadores
- Brooklyn Dodgers: Potsy Clark foi substituído por Jock Sutherland[9].
- Chicago Cardinals: Ernie Nevers foi substituído por Jimmy Conzelman[10].
- Detroit Lions: Gus Henderson foi substituído por George Clark[11].

## Troca de Estádios
- Philadelphia Eagles mudou-se do Philadelphia Municipal Stadium ao Shibe Park.[12]